# 2419 Record Label
2419 Record Label is een onafhankelijk Nederlands platenlabel waarop jazz, elektronische muziek en indie-rock uitkomt. Het werd in 2011 in Utrecht opgericht door producer Simon Sixsmith, grafisch ontwerper Paul Wolterink en DJ Pete Brennan.
Verschillende artiesten waren eerder bij Beluga Recordings, die niet meer actief is, zoals Black Gold 360 en Bram Stadhouders. Musici die op 2419 Record Label zijn uitgekomen zijn onder meer:
- jazz: Wasabisabi, Koen Scherer
- jazzelektronica: DJ Fontana, Bram Stadhouders, Plastic Jazz Orchestra, Black Gold 360
- rock en indie-rock: The Tunnelbirds, Bodypolitics, Everything Is Made in China, FireFriend, Kluge Leute
- experimentele elektronica: Cortex Accelera, ParkerKowalski, Fukkitol, Nik Snake F, Fox Mulder